# Patrick Dewaere
Patrick Dewaere, född 26 januari 1947 i Saint-Brieuc i Côtes-du-Nord, död 16 juli 1982 i Paris, var en fransk skådespelare.

## Filmografi i urval
- 1971 – Ont uppsåt
- 1973 – Flörtkulorna
- 1975 – Stampa takten, pojkar!
- 1976 – Triumfmarschen
- 1977 – Man kallade honom sheriffen
- 1978 – Préparez vos mouchoirs
- 1980 – Rötägget